# Gromki (Kętrzyn)

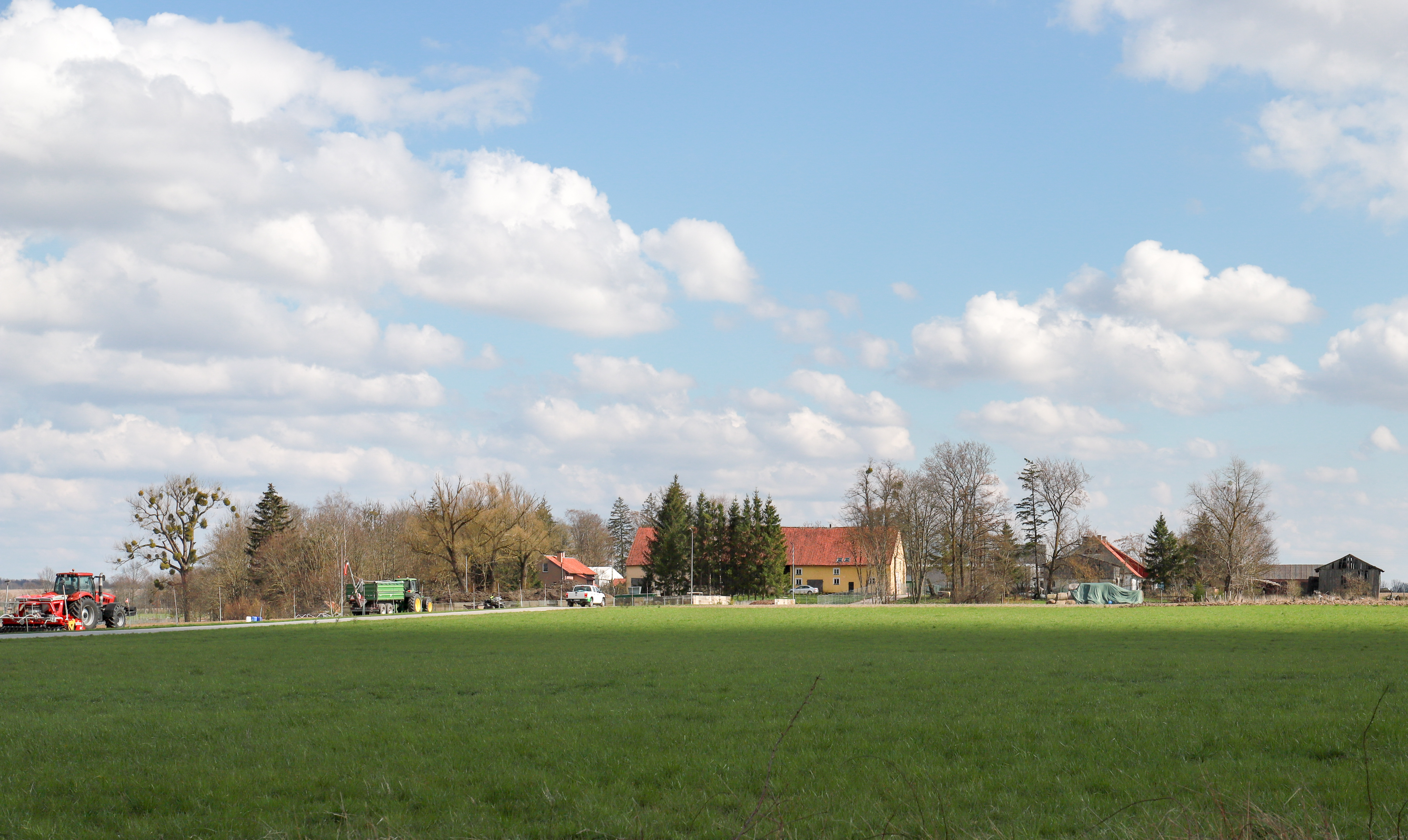
Blick auf Gromki (2023)

Gromki (deutsch Heinrichshöfen) ist ein Weiler in der polnischen Woiwodschaft Ermland-Masuren. Er ist Teil der Siedlung Banaszki und gehört zur Gmina Kętrzyn (Landgemeinde Rastenburg) im Powiat Kętrzyński (Kreis Rastenburg).

## Geographische Lage
Gromki liegt in der nördlichen Mitte der Woiwodschaft Ermland-Masuren, sechs Kilometer nordwestlich der Kreisstadt Kętrzyn (deutsch Rastenburg).

## Geschichte
Der kleine Gutsort Heinrichshöfen wurde 1820 als „adlig Vorwerk“ mit drei Feuerstellen bei 38 Einwohnern erwähnt. Als am 30. April 1874 der Amtsbezirk Jeesau (polnisch Jeżewo) im ostpreußischen Kreis Rastenburg gebildet wurde, kam der Gutsbezirk Heinrichshöfen hinzu.
Im Jahre 1885 zählte Heinrichshöfen 71 Einwohner, im Jahre 1905 waren es 68. Am 30. September 1928 schließlich schlossen sich die Gutsbezirke Bannaskeim (polnisch Banaszki), Jeesau (Jeżewo) und Adlig Mickelnick (Stary Mikielnik) mit Heinrichshöfen zur neuen Landgemeinde Bannaskeim zusammen. Heinrichshöfen blieb bis 1945 eine Ortschaft von Bannaskeim.
Im Jahre 1945 wurde in Kriegsfolge das gesamte südliche Ostpreußen an Polen überstellt. Heinrichshöfen erhielt die polnische Namensform „Gromki“ und ist heute als „część wsi Banaszki“ (= „Ortsteil von Banaszki“ (Bannaskeim)) in die Landgemeinde Kętrzyn (Rastenburg) im Powiat Kętrzyński (Kreis Rastenburg) eingegliedert, zwischen 1975 und 2998 der Woiwodschaft Olsztyn, seither der Woiwodschaft Ermland-Masuren zugehörig.

## Kirche
Bis 1945 war Heinrichshöfen in die evangelische Kirche Lamgarben in der Kirchenprovinz Ostpreußen der Kirche der Altpreußischen Union , außerdem in die römisch-katholische Kirche St. Katharinen in Rastenburg im Bistum Ermland eingepfarrt. Heute gehört Gromki katholischerseits zur Pfarrei Garbno (Lamgarben) im Erzbistum Ermland, evangelischerseits zur Johanneskirche Kętrzyn (Rastenburg) in der Diözese Masuren der Evangelisch-Augsburgischen Kirche in Polen.

## Verkehr
Unweit von Banaszki (Bannaskeim) führt eine Nebenstraße von der polnischen Woiwodschaftsstraße 592 (einstige deutsche Reichsstraße 135) direkt nach Gromki. Eine Anbindung an den Bahnverkehr besteht nicht.